# Typhlopinae
Typhlopinae is een onderfamilie van slangen uit de familie wormslangen (Typhlopidae).

## Naam en indeling
De wetenschappelijke naam van de groep werd voor het eerst voorgesteld door Blasius Merrem in 1820. Er zijn 59 soorten verdeeld in vier geslachten.

## Verspreidingsgebied
De wormslangen komen voor in delen van Noord-, Midden- en Zuid-Amerika, veel soorten komen voor in de Caraïben.

## Geslachten
De onderfamilie omvat de volgende geslachten, met de auteur, het soortenaantal en het verspreidingsgebied.
| Naam            | Auteur                                    | Soorten | Verspreidingsgebied             |
| --------------- | ----------------------------------------- | ------- | ------------------------------- |
| Typhlops        | Oppel, 1811                               | 20      | Caraïben                        |
| Amerotyphlops   | Hedges, Marion, Lipp, Marin & Vidal, 2014 | 15      | Noord-, Midden- en Zuid-Amerika |
| Antillotyphlops | Hedges, Marion, Lipp, Marin & Vidal, 2014 | 12      | Caraïben                        |
| Cubatyphlops    | Hedges, Marion, Lipp, Marin & Vidal, 2014 | 12      | Caraïben                        |